# Clubiona marmorata
Clubiona marmorata este o specie de păianjeni din genul Clubiona, familia Clubionidae, descrisă de L. Koch, 1866. Conform Catalogue of Life specia Clubiona marmorata nu are subspecii cunoscute.